# Placencia (Belice)
Placencia es un pequeño pueblo ubicado en el distrito de Stann Creek en Belice.

## Historia
Antes de la colonización europea de las Américas, la península de Placencia estaba habitada por mayas. La evidencia arqueológica sugiere que los mayas en esta área producían sal y la comerciaban con otros asentamientos a lo largo de la costa.
En el siglo XVII, Placencia fue colonizada por puritanos ingleses, originarios de Nueva Escocia y la isla de Providence. Este asentamiento se extinguió durante las guerras de independencia hispanoamericanas en la década de 1820. 
La península de Placencia fue reasentada a fines del siglo XIX por varias familias. Placencia prosperó y pronto se convirtió en una aldea que se ganaba la vida con el mar.
Los españoles que recorrieron la costa sur de Belice le dieron su nombre a Placencia. En ese momento Placencia se llamaba Placentia, y el punto se llamaba Punta Placentia o Punto Agradable.
A fines del siglo XX se convirtió en un importante destino turístico y ahora se lo conoce como Placencia Village, o simplemente Placencia.
El 8 de octubre de 2001, el huracán Iris azotó el sur de Belice con vientos de 145 mph que causaron daños importantes a casi el 95% de los edificios en Placencia. Muchos desarrolladores se beneficiaron de la caída del valor de los bienes raíces y el aumento del desarrollo de la península y Placencia propiamente dicha está aumentando constantemente, así como el valor de la propiedad.

## Ubicación y entorno geográfico
El lado este de la Península es una gran extensión de playa de arena blanca y manglares pesados en algunas áreas; el lado occidental está delimitado por una bahía larga y estrecha del Mar Caribe con dirección norte-sur. Los asentamientos importantes en la península de 18 millas de norte a sur incluyen Riversdale Village, Maya Beach Village, el pueblo garífuna de Seine Bight y finalmente, Placencia Village. Placencia, el pueblo más al sur de la península, es servido por el aeropuerto de Placencia.